# Kimstads församling

Kimstads församlingsvapen 1996-2009

Kimstads församling var en församling i Linköpings stift inom Svenska kyrkan i Norrköpings kommun. Församlingen upphörde 1 januari 2010 och är nu en del av Norrköpings Borgs församling.
Församlingskyrka var Kimstads kyrka
2006 fanns i församlingen 2 512 invånare.

## Administrativ historik
Församlingen har medeltida ursprung. 
Församlingen utgjorde till 1562 ett eget pastorat, därefter var den till 1580 moderförsamling i pastoratet Kimstad och Kullerstad. Från 1580 till 1962 utgjorde församlingen eget pastorat, som till 1921 var patronellt under Löfstads säteri. Från 1962 till 2002 var den moderförsamling i pastoratet Kimstad och Skärkind, och därefter ingick församlingen i Kullerstads, Vånga, Kimstads och Skärkinds församlingars pastorat. Församlingen uppgick 2010 i Norrköpings Borgs församling.
Församlingskod var 058112.

## Kyrkoherdar
Lista över kyrkoherdar. Prästbostaden låg vid Kimstads kyrka.
| Ämbetstid | Namn                        | Levnadstid | Övrigt                                                 |
| --------- | --------------------------- | ---------- | ------------------------------------------------------ |
| 1293      | Henricus                    |            |                                                        |
| 1333      | Birgerus Laurentii          |            |                                                        |
| 1384      | Erlandus Pauli              |            |                                                        |
| 1417      | Ericus Andori               |            |                                                        |
| 1445      | Andreas Caroli              |            |                                                        |
| 1475      | Petrus Erici                |            |                                                        |
| 1518–1535 | Arfnastus (Ernestus)        |            |                                                        |
| 1539      | Petrus Gregorii             |            |                                                        |
| 1555      | Ingevaldus                  |            |                                                        |
| 1562–1580 | Erasmus Esberni             | –1580      | Han var samtidigt kyrkoherde i Kullerstads församling. |
| 1580–1589 | Holstanus Erici             | –1589      |                                                        |
| 1590–1607 | Andreas Claudii             | 1561–1607  |                                                        |
| 1607–1652 | Olaus Johannis Elfsburgius  | 1565–1652  |                                                        |
| 1652–1675 | Henricus Benedicti Gadd     | –1675      |                                                        |
| 1676–1694 | Ambrosius Ragvaldi Rozinius | –1694      |                                                        |
| 1695–1718 | Jacobus Petrus Schultz      | 1668-1729  | Senare kyrkoherde i Kättilstads församling.            |
| 1718–1730 | Andreas Kjernander          | 1687–1736  | Senare kyrkoherde i Lofta församling.                  |
| 1730–1732 | Germund Askelöf             | 1691–1732  |                                                        |
| 1734–1737 | Johan Alnander              | 1694–1737  |                                                        |
| 1738–1754 | Olof Metzén                 | 1701–1754  |                                                        |
| 1755–1774 | Olof Haurelius              | 1704–1774  |                                                        |
| 1776–1808 | Paul Juringius              | 1745–1808  | Kyrkoherde, prost och kontraktsprost.                  |
| 1809–1832 | Carl Axel Juringius         | 1777–1832  | Kyrkoherde, prost och kontraktsprost.                  |
| 1835–1867 | Johan Baptist Haglund       | 1794–1867  |                                                        |
| 1868–1890 | Anders Magnus Lidén         | 1814–1890  |                                                        |
| 1893–1913 | Carl Emanuel Engberg        | 1844–1913  |                                                        |
| 1913–1926 | Gunnar Lindgren             | 1884–1954  | Senare kyrkoherde i Borgs församling.                  |

## Organister och klockare
| Ämbetstid | Namn                        | Levnadstid | Övrigt                |
| --------- | --------------------------- | ---------- | --------------------- |
| 1690–1692 | Jonas                       |            | Klockare              |
| 1702–1703 | Jöns (Jon)                  |            | Klockare              |
| 1704–1709 | Måns                        |            | Klockare              |
| 1710      | Jonas Denselius             |            | Klockare              |
| 1711–1726 | Jeremias                    |            | Klockare              |
| 1729      | Erik Matsson                | 1657–1729  | Organist              |
| 1739–1740 | Nils                        |            | Klockare (Vice)       |
| 1741–1760 | Jacob Palm                  |            | Klockare              |
| 1761–1814 | Gustaf Lagergren            | 1742–1814  | Klockare och organist |
| –1827     | Johan Adolph Berggren       | 1784–1827  |                       |
| 1827–1896 | Fredric Lagergren           | 1805–1896  |                       |
| 1897–1934 | Pontus Gustaf Hall          | 1874–      |                       |
| 1934–1940 | Tore Gunnar Folke Magnusson |            |                       |